# Grupo Capoeira Brasil
Grupo Capoeira Brasil é um grupo de Capoeira que ensina e demonstra a arte Afro-brasileira da Capoeira. O Grupo Capoeira Brasil segue o estilo de Capoeira conhecido como Capoeira Regional, estilo derivado dos movimentos e sequências desenvolvidas por Mestre Bimba e das influências da Capoeira Angola. 
Foi fundado em 14 de janeiro de 1989 (ano de comemoração de 100 anos da abolição da escravatura no Brasil) pelos Mestres: Mestre Boneco, Mestre Paulinho Sabiá e Mestre Paulão na cidade de Niterói no Rio de Janeiro,  Brasil. Os três mestres faziam parte do Grupo Senzala. Hoje em dia, o GCB (Grupo Capoeira Brasil) expandiu seus horizontes e está espalhado em quase todos os estados do Brasil e em mais de 30 países pelo mundo entre eles:Estados Unidos, Austrália, Alemanha, França.

## Sistema Oficial de Graduação
[[
- Legenda2Legenda2

]]
| Branca ou Crua |
| Amarelo/Branco |
| Amarela        |
| Laranja/Branco |
| Laranja        |
| Azul/Vermelho  |
| Azul           |
| Verde          |
| Roxo           |
| Marrom         |
| Preto          |

Legenda2

- Branca ou Crua (Iniciante):  A corda de todo iniciante, corda de adaptação, simboliza o desejo de desenvolver sua aprendizagem e criatividade dentro e fora da roda e se firmar na Capoeira.
- Amarela/Branco:  Segunda corda, 1º transformação, significa as boas-vindas ao mundo da Capoeira
- Amarela: “Ouro” – Significa a valorização do aprendizado que será desenvolvido a partir desta graduação, aqui os alunos de Capoeira devem demonstrar um conhecimento mais profundo do que é o jogo da Capoeira, já sabem bastantes movimentos, deslocamentos, esquivas e chutes.
- Laranja/Branco: Transformação, aqui os capoeiristas começam a praticar instrumentos, treinar floreios e tem um grande conhecimento do jogo da Capoeira e seus fundamentos.
- Laranja:  “O Sol“ – Significa despertar para consciência do aprendizado, nesse nível devem saber vários movimentos acrobáticos e devem saber tocar alguns instrumentos, eles podem até tocar durante a roda.
- Azul/Vermelho (Estagiario):  Aqui os capoeiristas ganham o título de Graduado, que significa que eles podem aprender a ensinar, eles ajudam alunos iniciantes a aprender seus primeiros passos. Podem tocar qualquer instrumento e conhecem um grande repertório de músicas.
- Azul (Graduado): “O Mar”- Significa a consciência da imensidão do caminho a percorrer, corda dada para capoeiristas que atingiram um outro patamar na Capoeira. Aqui os capoeiristas podem começar a dar aulas, eles possuem muita técnica e são grandes no jogo.
- Verde (Instrutor): “A Floresta” – Significa o pulmão do mundo. É nessa graduação que se concentra toda a força do trabalho. É a solidificação do aprendizado. Aqui o capoeirista começa a desenvolver sua malícia e implantá-la ao jogo da capoeira.
- Roxo (Professor): “A Ametista”- É a reflexão da continuidade da Capoeira. É nesta graduação que o capoeirista procura superar a dor física, psicológica e espiritual na busca dos conhecimentos da Capoeira. São professores e sabem jogar capoeira ao ponto de deixar uma pessoa de boca aberta e confusa. A malícia aumenta cada vez mais.
- Marrom (Formando):  “o Camaleão”- É a cor que caracteriza o estilo. É desta graduação que sairão os futuros mestre. Significa que o capoeirista está quase formado, são muito importantes, pois são considerados "quase-Mestres", os formandos podem combinar todas suas técnicas em um jogo e transforma-lo em um espetáculo.
- Preto: (Formado/Mestre):  Ao contrário da crença popular, quando um capoeirista recebe a Corda Preta, ele não é considerado Mestre ainda. Somente depois de um tempo ele será considerado Mestre. O Mestre é o mais alto nível na capoeira, são respeitados por todos, são indiscutivelmente grandes lutadores, professores e capoeiristas.